# جام خیریه انگلستان ۱۹۵۵
 جام خیریه انگلستان ۱۹۵۵ ، ۳۳امین رقابت سالانه مابین قهرمانان لیگ دسته اول فوتبال انگلستان و جام حذفی فوتبال انگلستان است.
این مسابقه در تاریخ ۱۴ سپتامبر ۱۹۵۵ مابین تیم‌های نیوکاسل یونایتد و چلسی در ورزشگاه استمفورد بریج لندن برگزار شده‌است.
تیم چلسی در این مسابقه با نتیجه سه بر صفر به پیروزی رسید.

## جزئیات مسابقه
| چلسی                             | 3 – ۰ | نیوکاسل یونایتد |
| -------------------------------- | ----- | --------------- |
| مک‌مایکل خودی' · بنتلی · بلانستون |       |                 |